# یادداشت عالی
یادداشت عالی (به انگلیسی: The High Note) یک فیلم کمدی-درام آمریکایی به کارگردانی نیشا گاناترا محصول سال ۲۰۲۰ است. از بازیگران این فیلم می‌توان به داکوتا جانسون، جاناتان فریمن، تریسی الیس راس، کلوین هریسون جونیور، زو چائو، بیل پولمن، ادی ایزارد و آیس کیوب اشاره کرد.
این فیلم در تاریخ ۲۹ مه ۲۰۲۰ اکران شد.

## داستان
یک خوانندهٔ سوپراستار و دستیار خیلی نزدیکش، طرحی را شروع می‌کنند که ممکن است دورهٔ شغلی آن‌ها را تغییر دهد.